# David Selvas
David Selvas Jansana, né le 21 décembre 1971 à Barcelone (Espagne), est un réalisateur et acteur espagnol actif au théâtre, au cinéma et à la télévision.

## Filmographie partielle

### Comme acteur

#### Au cinéma
- 1998 : Caresses (Carícies) de Ventura Pons
- 1999 : Ami/Amant (Amic / Amat) de Ventura Pons
- 2001 : Pau et son frère (Pau i le seu germà) de Marc Recha
- 2003 : A la ciutat de Cesc Gay
- 2008 : Che: Guerrilla de Steven Soderbergh
- 2009 : Cellule 211 (Celda 211) de Daniel Monzón
- 2017 : L'Accusé d'Oriol Paulo
- 2021 : Libertad de Clara Roquet

#### Séries télévisées
- 2018 : El día de mañana : Eliseu Ruiz

## Récompenses et distinctions
- (en) David Selvas: Awards, sur l'Internet Movie Database